# Serie A2 2004-2005 (calcio femminile)
La Serie A2 2004-2005 è stata la terza edizione della Serie A2, la seconda serie del campionato italiano femminile di calcio. L'Atalanta e il Monti del Matese Bojano hanno vinto i rispettivi gironi e sono stati promossi in Serie A.

## Stagione

### Novità
Dalla Serie A2 2003-2004 sono state promosse in Serie A l'Atletico Oristano e il Vigor Senigallia, mentre dalla Serie A 2003-2004 è stato retrocesso in Serie A2 il Como 2000. Dalla Serie B 2003-2004 sono state promosse in Serie A2 Piossasco, Porto Mantovano, Montale 2000, Girls Roseto (ammesso in Serie A2 a completamento organici), Monti del Matese Bojano e Roma, che prendono il posto delle retrocesse Fortitudo Mozzecane, Valdarno, Olimpica Corigliano, Autoscuola Puccio Palermo e Segratese.

### Formula
Le 24 squadre partecipanti sono state divise in due gironi da 12 squadre ciascuno. Nei due gironi le squadre si affrontano in un girone all'italiana con partite di andata e ritorno per un totale di 22 giornate. La prima classificata di ciascun girone è promossa in Serie A. Le ultime due di ognuno dei due gironi, più una quinta retrocessione risultante da un ulteriore spareggio tra le terzultime, sono retrocesse in Serie B.

## Girone A

### Squadre partecipanti
| Club                        | Città                 | Stagione 2003-2004     |
| --------------------------- | --------------------- | ---------------------- |
| A.C.F. Alessandria          | Alessandria           | 9º posto in Serie A2/A |
| P.C.A. Atalanta Femminile   | Almenno San Salvatore | 4º posto in Serie A2/A |
| F.C.F. Como 2000            | Como                  | 13º posto in Serie A   |
| A.C.F. Gravina              | Catania               | 6º posto in Serie A2/B |
| A.C.F. Latte Puccio Palermo | Palermo               | 7º posto in Serie A2/B |
| Pol. Ludos                  | Palermo               | 4º posto in Serie A2/B |
| C.F.R. Mantova              | Rivalta sul Mincio    | 8º posto in Serie A2/A |
| Pol. Matuziana Sanremo      | Sanremo               | 7º posto in Serie A2/A |
| A.C. Montale 2000           | Montale Rangone       | 1º posto in Serie B/C  |
| A.S.D. Piossasco            | Piossasco             | 1º posto in Serie B/A  |
| A.C.F. Porto Mantovano      | Porto Mantovano       | 1º posto in Serie B/B  |
| F.C.F. Tradate Abbiate      | Tradate               | 2º posto in Serie A2/A |

### Classifica finale
|  | Pos. | Squadra              | Pt | G  | V  | N | P  | GF | GS | DR  |
|  | ---- | -------------------- | -- | -- | -- | - | -- | -- | -- | --- |
|  | 1.   | Atalanta             | 58 | 22 | 18 | 4 | 0  | 57 | 16 | +41 |
|  | 2.   | Matuziana Sanremo    | 49 | 22 | 15 | 4 | 3  | 34 | 12 | +22 |
|  | 3.   | Alessandria          | 41 | 22 | 12 | 5 | 5  | 40 | 17 | +23 |
|  | 4.   | Tradate Abbiate      | 36 | 22 | 11 | 3 | 8  | 25 | 21 | +4  |
|  | 5.   | Mantova              | 33 | 22 | 9  | 6 | 7  | 28 | 29 | -1  |
|  | 6.   | Porto Mantovano      | 26 | 22 | 7  | 5 | 10 | 31 | 33 | -2  |
|  | 7.   | Ludos Palermo        | 26 | 22 | 7  | 5 | 10 | 26 | 35 | -9  |
|  | 8.   | Latte Puccio Palermo | 25 | 22 | 7  | 4 | 11 | 21 | 31 | -10 |
|  | 9.   | Como 2000            | 24 | 22 | 6  | 6 | 10 | 32 | 40 | -8  |
|  | 10.  | Gravina              | 24 | 22 | 7  | 4 | 11 | 31 | 45 | -14 |
|  | 11.  | Piossasco            | 13 | 22 | 3  | 4 | 15 | 22 | 44 | -22 |
|  | 12.  | Montale 2000         | 13 | 22 | 3  | 4 | 15 | 25 | 49 | -24 |

Legenda:
      Promosse in Serie A 2005-2006
 Ammessa allo spareggio retrocessione
      Retrocesse in Serie B 2005-2006
Note:
Tre punti a vittoria, uno a pareggio, zero a sconfitta.
Il Mantova ha successivamente rinunciato all'iscrizione al campionato di Serie A2 2005-2006.

### Spareggio 9º-10º posto
|           | Risultati |         | Luogo e data         |
| --------- | --------- | ------- | -------------------- |
| Como 2000 | 1 - 0     | Gravina | Roma, 29 maggio 2005 |
|           |           |         |                      |

## Girone B

### Squadre partecipanti
| Club                         | Città                | Stagione 2003-2004      |
| ---------------------------- | -------------------- | ----------------------- |
| A.S.D. Cervia                | Cervia               | 8º posto in Serie A2/B  |
| A.C.F. Firenze               | Firenze              | 6º posto in Serie A2/A  |
| A.S. Girls Roseto            | Roseto degli Abruzzi | 2º posto in Serie B/C   |
| A.C. Monti del Matese Bojano | Bojano               | 1º posto in Serie B/D   |
| S.S. Olbia C.F.              | Olbia                | 3º posto in Serie A2/A  |
| Packcenter A.C.F. Imolese    | Imola                | 3º posto in Serie A2/B  |
| S.C. Perugia Grifo Femminile | Perugia              | 5º posto in Serie A2/A  |
| G.S. Roma C.F.               | Roma                 | 2º posto in Serie B/D   |
| A.S.D. Tenelo Club Rivignano | Rivignano            | 9º posto in Serie A2/B  |
| A.C.F. Trento                | Trento               | 2º posto in Serie A2/B  |
| A.C.F. VeneziaJesolo         | Jesolo               | 5º posto in Serie A2/B  |
| Vicenza C.F.                 | Vicenza              | 10º posto in Serie A2/B |

### Classifica finale
|  | Pos. | Squadra               | Pt | G  | V  | N | P  | GF | GS | DR  |
|  | ---- | --------------------- | -- | -- | -- | - | -- | -- | -- | --- |
|  | 1.   | M. Matese Bojano      | 53 | 22 | 16 | 5 | 1  | 52 | 16 | +36 |
|  | 2.   | Firenze               | 48 | 22 | 15 | 3 | 4  | 52 | 23 | +29 |
|  | 3.   | Perugia Grifo         | 45 | 22 | 13 | 6 | 3  | 55 | 27 | +28 |
|  | 4.   | Trento                | 39 | 22 | 11 | 6 | 5  | 49 | 33 | +16 |
|  | 5.   | Packcenter Imolese    | 37 | 22 | 10 | 7 | 5  | 34 | 25 | +9  |
|  | 6.   | VeneziaJesolo         | 32 | 22 | 9  | 5 | 8  | 46 | 30 | +16 |
|  | 7.   | Olbia                 | 29 | 22 | 7  | 8 | 7  | 26 | 22 | +4  |
|  | 8.   | Girls Roseto          | 27 | 22 | 8  | 3 | 11 | 44 | 41 | +3  |
|  | 9.   | Tenelo Club Rivignano | 25 | 22 | 7  | 4 | 11 | 25 | 43 | -18 |
|  | 10.  | Cervia                | 21 | 22 | 6  | 3 | 13 | 37 | 57 | -20 |
|  | 11.  | Vicenza               | 9  | 22 | 3  | 0 | 19 | 21 | 75 | -44 |
|  | 12.  | Roma CF               | 5  | 22 | 1  | 2 | 19 | 11 | 60 | -49 |

Legenda:
      Promosse in Serie A 2005-2006
 Ammessa allo spareggio retrocessione
      Retrocesse in Serie B 2005-2006
Note:
Tre punti a vittoria, uno a pareggio, zero a sconfitta.

## Spareggio retrocessione
|         | Risultati |        | Luogo e data         |
| ------- | --------- | ------ | -------------------- |
| Gravina | 1 - 0     | Cervia | Eboli, 2 giugno 2005 |
|         |           |        |                      |